# 94号科罗拉多州州道

94号科罗拉多州州道（英語：Colorado State Highway 94，SH-94）是美国科罗拉多州东部的一条东-西走向的州级公路，全长85.5英里（137.6），西起科罗拉多斯普林斯接24号美国国道（US-24），在林肯县潘金森特接71号科罗拉多州州道（SH-71），东至夏延縣的野馬镇附近接40号美国国道/287号美国国道并行线（US-40/US-287），路线经过的城镇还有埃利科特、約德爾、拉什。